# Moriarty (manga)
Moriarty (jap. 憂国のモリアーティ Yūkoku no Moriāti) – manga napisana przez Ryōsuke Takeuchiego i zilustrowana przez Hikaru Miyoshi, oparta na serii Sherlock Holmes Arthura Conan Doyle’a. Skupia się na młodości nemezis Holmesa, Williama Jamesa Moriarty’ego. Adaptacja w formie serialu anime, za produkcję którego odpowiada studio Production I.G, była emitowana od października 2020 do czerwca 2021.

## Fabuła
Pod koniec XIX wieku Imperium Brytyjskie stało się światową potęgą. Ze względu na rozwarstwienie klasowe, przeciętny obywatel ma niewielkie szanse na pomyślne wejście na wyżyny społeczne, które rządzone są przez nikczemników. William James Moriarty, drugi syn rodu Moriarty, jest profesorem matematyki, który od dziecka wykazuje wielką przebiegłość i intelekt. Wraz ze swoimi braćmi Albertem i Louisem prowadzi życie gentlemanów z wyższych sfer. Poza szkołą jest znanym prywatnym konsultantem kryminalnym, oferującym rozwiązanie problemów każdego w potrzebie. William jest bowiem przywódcą grupy gotowej siać spustoszenie w pogoni za swoim pragnieniem – nowym światem zbudowanym na zgliszczach starego porządku.

## Bohaterowie
- William James Moriarty (jap. ウィリアム・ジェームズ・モリアーティ Uiriamu Jēmuzu Moriāti)

Seiyū: Sōma Saitō, Shizuka Ishigami 
- Albert James Moriarty (jap. アルバート・ジェームズ・モリアーティ Arubāto Jēmuzu Moriāti)

Seiyū: Takuya Satō 
- Louis James Moriarty (jap. ルイス・ジェームズ・モリアーティ Ruisu Jēmuzu Moriāti)

Seiyū: Chiaki Kobayashi, Nao Tōyama 
- Sherlock Holmes (jap. シャーロック・ホームズ Shārokku Hōmuzu)

Seiyū: Makoto Furukawa 
- John H. Watson (jap. ジョン・H・ワトソン Jon H Watoson)

Seiyū: Yūki Ono 
- Fred Porlock (jap. フレッド・ポーロック Fureddo Pōrokku)

Seiyū: Yūto Uemura 
- Sebastian Moran (jap. セバスチャン・モラン Sebasuchan Moran)

Seiyū: Satoshi Hino 
- Mycroft Holmes (jap. マイクロフト・ホームズ Maikurofuto Hōmuzu)

Seiyū: Hiroki Yasumoto 
- Irene Adler (jap. アイリーンアドラー Airīn’adorā) / James Bonde (jap. ジェームズ・ボンド Jēmuzu Bondo)

Seiyū: Yōko Hikasa 
- Jack Renfield (jap. ジャック・レンフィールド Jakku Renfīrudo)

Seiyū: Naoya Uchida 
- Von Herder (jap. フォン・ヘルダー Fon Herudā)

Seiyū: Kohsuke Toriumi 
- Zach Patterson (jap. ザック・パターソン Zakku Patāson)

Seiyū: Tokuyoshi Kawashima 
- Charles Augustus Milverton (jap. チャールズ・オーガスタス・ミルヴァートン Chyāruzu Ōgasutasu Mirubāton)

Seiyū: Kenji Nojima 

## Manga
Manga została napisana przez Ryōsuke Takeuchiego i zilustrowana przez Hikaru Miyoshi. Pierwszy rozdział ukazał się 4 sierpnia 2016 w magazynie „Jump Square”. Następnie wydawnictwo Shūeisha rozpoczęło zbieranie rozdziałów do wydań w formacie tankōbon, których pierwszy tom ukazał się 4 listopada tego samego roku. Według stanu na 3 lutego 2023, do tej pory wydano 19 tomów.
W Polsce manga ukazuje się nakładem wydawnictwa Waneko.
| Nr | Język japoński   | Język japoński         | Język polski         | Język polski           |
| Nr | Data wydania     | ISBN                   | Data wydania         | ISBN                   |
| -- | ---------------- | ---------------------- | -------------------- | ---------------------- |
| 1  | 4 listopada 2016 | ISBN 978-4-08-880857-4 | 26 lutego 2021       | ISBN 978-83-8096-947-6 |
| 2  | 3 marca 2017     | ISBN 978-4-08-881031-7 | 30 kwietnia 2021     | ISBN 978-83-8096-948-3 |
| 3  | 4 lipca 2017     | ISBN 978-4-08-881123-9 | 30 czerwca 2021      | ISBN 978-83-8096-949-0 |
| 4  | 2 listopada 2017 | ISBN 978-4-08-881166-6 | 30 sierpnia 2021     | ISBN 978-83-8096-950-6 |
| 5  | 2 marca 2018     | ISBN 978-4-08-881365-3 | 29 października 2021 | ISBN 978-83-8096-951-3 |
| 6  | 4 lipca 2018     | ISBN 978-4-08-881424-7 | 22 grudnia 2021      | ISBN 978-83-8096-952-0 |
| 7  | 2 listopada 2018 | ISBN 978-4-08-881627-2 | 28 lutego 2022       | ISBN 978-83-8096-953-7 |
| 8  | 4 marca 2019     | ISBN 978-4-08-881766-8 | 29 kwietnia 2022     | ISBN 978-83-8096-954-4 |
| 9  | 4 lipca 2019     | ISBN 978-4-08-881889-4 | 30 czerwca 2022      | ISBN 978-83-8096-955-1 |
| 10 | 1 listopada 2019 | ISBN 978-4-08-882109-2 | 30 sierpnia 2022     | ISBN 978-83-8096-956-8 |
| 11 | 4 marca 2020     | ISBN 978-4-08-882233-4 | 30 października 2022 | ISBN 978-83-8096-957-5 |
| 12 | 3 lipca 2020     | ISBN 978-4-08-882360-7 | 21 grudnia 2022      | ISBN 978-83-8096-958-2 |
| 13 | 4 listopada 2020 | ISBN 978-4-08-882482-6 | 28 lutego 2023       | ISBN 978-83-8096-959-9 |
| 14 | 2 kwietnia 2021  | ISBN 978-4-08-882601-1 | 28 kwietnia 2023     | ISBN 978-83-8096-960-5 |
| 15 | 4 sierpnia 2021  | ISBN 978-4-08-882741-4 | 30 czerwca 2023      | ISBN 978-83-8096-961-2 |
| 16 | 3 grudnia 2021   | ISBN 978-4-08-882855-8 | 30 sierpnia 2023     | ISBN 978-83-8242-544-4 |
| 17 | 4 kwietnia 2022  | ISBN 978-4-08-883086-5 | 30 października 2023 | ISBN 978-83-8242-545-1 |
| 18 | 4 sierpnia 2022  | ISBN 978-4-08-883203-6 | 22 grudnia 2023      | ISBN 978-83-8242-546-8 |
| 19 | 3 lutego 2023    | ISBN 978-4-08-883312-5 | 28 lutego 2024       | ISBN 978-83-8242-547-5 |

Spin-off, napisany przez Yōsuke Saitę i zilustrowany przez Miyoshi, zatytułowany Moriarty: The Remains, ukazywała się w magazynie „Jump Square” od 3 marca 2023 do 4 lipca 2024. Całość liczy łącznie 3 tomy. W Polsce prawa do dystrybucji nabyło Waneko.
| Nr | Język japoński  | Język japoński         | Język polski     | Język polski           |
| Nr | Data wydania    | ISBN                   | Data wydania     | ISBN                   |
| -- | --------------- | ---------------------- | ---------------- | ---------------------- |
| 1  | 4 sierpnia 2023 | ISBN 978-4-08-883573-0 | 29 kwietnia 2024 | ISBN 978-83-8242-749-3 |
| 2  | 2 lutego 2024   | ISBN 978-4-08-883831-1 | 29 sierpnia 2024 | ISBN 978-83-8242-750-9 |
| 3  | 2 sierpnia 2024 | ISBN 978-4-08-884089-5 | 27 czerwca 2025  | ISBN 978-83-8242-751-6 |

## Anime
Adaptacja w formie telewizyjnego serialu anime została ogłoszona 22 grudnia 2019 podczas wydarzenia Jump Festa ’20. Serię wyreżyserował Kazuya Nomura z Production IG, a Tooru Ookubo zaprojektował postacie i pełnił funkcję głównego reżysera animacji. Za scenariusz odpowiadali Gō Zappa i Taku Kishimoto, a muzykę skomponował Asami Tachibana. Pierwszy odcinek został przedpremierowo pokazany 21 września 2020. Emisja pierwszej połowy serialu trwała od 11 października do 20 grudnia 2020 w stacjach Tokyo MX, BS11 i MBS. Pierwszy motyw otwierający, zatytułowany „DYING WISH”, zaśpiewał Tasuku Hatanaka, natomiast pierwszy motyw końcowy, zatytułowany „ALPHA”, został wykonany przez STEREO DIVE FOUNDATION.
Muse Communication zakupiło licencję na dystrybucję anime w Azji Południowej i Południowo-Wschodniej, serial był zaś transmitowany na kanale Muse Asia w serwisie YouTube. Funimation nabyło także nabyło prawa do serii, streamując ją na swojej stronie internetowej w Ameryce Północnej i na Wyspach Brytyjskich. 
Serial liczył łącznie 24 odcinki, a druga, mająca 13 odcinków, połowa była emitowana od 4 kwietnia do 27 czerwca 2021. Drugim motywem otwierającym jest „TWISTED HEARTS” w wykonaniu Hatanaki. Drugi motyw kończący, zatytułowany „OMEGA”, wykonuje STEREO DIVE FOUNDATION.
13 sierpnia 2021 Funimation ogłosiło, że serial otrzyma angielski dubbing, którego premiera miała miejsce 15 sierpnia. 
Zapowiedziano dwa odcinki OVA, które zostały wydane 27 kwietnia 2022.

### Lista odcinków
| №       | Tytuł                                                                                                 | Premiera             |
| Część 1 | Część 1                                                                                               | Część 1              |
| ------- | --- | -------------------- |
| 1       | The Earl’s Crime Hakushaku no hanzai (伯爵の犯罪)                                                     | 11 października 2020 |
| 2       | The Scarlet Eyes Act 1 Hiiro no hitomi daiichimaku (緋色の瞳 第一幕)                                  | 18 października 2020 |
| 3       | The Scarlet Eyes Act 2 Hiiro no hitomi dainimaku (緋色の瞳 第二幕)                                    | 25 października 2020 |
| 4       | A Rare Breed Kishōna tane (希少な種)                                                                  | 1 listopada 2020     |
| 5       | The Dancers on the Bridge Hashi no ue no odoriko (橋の上の踊り子)                                     | 8 listopada 2020     |
| 6       | The Noahtic Act 1 Noatikku gōjiken daiichimaku (ノアティック号事件 第一幕)                            | 15 listopada 2020    |
| 7       | The Noahtic Act 2 Noatikku gōjiken dainimaku (ノアティック号事件 第二幕)                              | 22 listopada 2020    |
| 8       | A Study in S Act 1 Shārokku Hōmuzu no kenkyū daiichimaku (シャーロック・ホームズの研究 第一幕)        | 29 listopada 2020    |
| 9       | A Study in S Act 2 Shārokku Hōmuzu no kenkyū dainimaku (シャーロック・ホームズの研究 第二幕)          | 6 grudnia 2020       |
| 10      | The Two Detectives Act 1 Futari no tantei daiichimaku (二人の探偵 第一幕)                             | 13 grudnia 2020      |
| 11      | The Two Detectives Act 2 Futari no tantei dainimaku (二人の探偵 第二幕)                               | 20 grudnia 2020      |
| Część 2 | |                      |
| 12      | A Scandal in the British Empire Act 1 Daiei teikoku no shūbun daiichimaku (大英帝国の醜聞 第一幕)     | 4 kwietnia 2021      |
| 13      | A Scandal in the British Empire Act 2 Daiei teikoku no shūbun dainimaku (大英帝国の醜聞 第二幕)       | 11 kwietnia 2021     |
| 14      | A Scandal in the British Empire Act 3 Daiei teikoku no shūbun daisanmaku (大英帝国の醜聞 第三幕)      | 18 kwietnia 2021     |
| 15      | The Phantom of Whitechapel Act 1 Howaito chaperu no bōrei daiichimaku (ホワイトチャペルの亡霊 第一幕) | 25 kwietnia 2021     |
| 16      | The Phantom of Whitechapel Act 2 Howaito chaperu no bōrei dainimaku (ホワイトチャペルの亡霊 第二幕)   | 2 maja 2021          |
| 17      | The Riot in New Scotland Yard Sukottorando yādo kyōsō kyoku (スコットランドヤード狂騒曲)              | 9 maja 2021          |
| 18      | The Merchant of London Rondon no shōnin (ロンドンの証人)                                              | 16 maja 2021         |
| 19      | The White Knight of London Act 1 Rondon no kishi daiichimaku (ロンドンの騎士 第一幕)                  | 23 maja 2021         |
| 20      | The White Knight of London Act 2 Rondon no kishi dainimaku (ロンドンの騎士 第二幕)                    | 30 maja 2021         |
| 21      | The Sign of Mary Yottsu no shomei (四つの署名)                                                        | 6 czerwca 2021       |
| 22      | The Two Criminals Hannin wa futari (犯人は二人)                                                       | 13 czerwca 2021      |
| 23      | The Final Problem Act 1 Saigo no jiken daiichimaku (最後の事件 第一幕)                                | 20 czerwca 2021      |
| 24      | The Final Problem Act 2 Saigo no jiken dainimaku (最後の事件 第二幕)                                  | 27 czerwca 2021      |